# 延辺朝鮮族自治州
延辺朝鮮族自治州（えんぺんちょうせんぞくじちしゅう、朝鮮語: 연변조선족자치주）は、中華人民共和国吉林省に位置する朝鮮族の自治州。州人民政府所在地は延吉市。
様々な場所で漢字とハングルを併記している独特の景観で知られる。

## 地理
自治州の南西部に白頭山が聳え、この山から流れ出る豆満江を境にして(朝鮮民主主義人民共和国)北朝鮮咸鏡北道と接する。東はロシアの沿海地方、北は黒竜江省牡丹江市と接する。西は同じ吉林省の吉林市と白山市と接している。面積は42,700平方kmで九州よりやや広い。
白頭山は満州民族にとっても朝鮮族にとっても聖なる山とされている火山である。全体に山がちの地形で、豆満江流域にわずかに平地が開けている。

## 歴史
古代の高句麗・渤海の故地であり、とくに敦化市には渤海初期の都城の東牟山があった。渤海の壁画古墳として名高い六頂山貞恵公主墓（敦化市）はこの時代の遺跡である。渤海の都はその後、上京龍泉府（黒竜江省牡丹江市）に遷ったが、自治州内には東京龍原府（琿春市）・中京顕徳府（和竜市）が置かれていた。渤海滅亡後は女真の領域となり、明代には建州衛が置かれた。
19世紀には、朝鮮からの移民が大量に朝鮮半島から中国に移住した。清代後期に延吉庁と琿春庁が置かれ、満州国時代には間島省が設置された。
中華人民共和国が成立すると、1949年に吉林省延辺専区が設けられ、1952年に「延辺朝鮮族自治区」となり、1955年には「延辺朝鮮族自治州」となった。1958年に敦化県（当時）が併合された。文化大革命時期には州長であった朱徳海（朝鮮族）が「地方民族主義の金持ち」として紅衛兵に迫害され死亡した。
近年は韓国への人口流出に加え、少子高齢化と過疎化の問題が深刻である。

## 行政区画
6県級市・2県を管轄する。
- 県級市：
  - 延吉市 (연길시)
  - 図們市 (도문시)
  - 竜井市 (룡정시)
  - 琿春市 (훈춘시)
  - 和竜市 (화룡시)
  - 敦化市 (돈화시)
- 県：
  - 汪清県 (왕청현)
  - 安図県 (안도현)

| 延辺朝鮮族自治州の地図                                  |
| ------------------------------------------------------- |
| 延吉市 図們市 敦化市 琿春市 竜井市 和竜市 汪清県 安図県 |

### 年表
この節の出典

#### 延辺専区
- 1949年10月1日 - 中華人民共和国吉林省延辺専区が成立。延吉県・琿春県・汪清県・和竜県・安図県が発足。(5県)
- 1952年8月26日 - 延辺専区が民族自治区に移行し、延辺朝鮮族自治区となる。

#### 延辺朝鮮族自治区
- 1953年5月4日 - 延吉県の一部が分立し、延吉市が発足。(1市5県)
- 1955年8月30日 - 延辺朝鮮族自治区が延辺朝鮮族自治州に降格。

#### 延辺朝鮮族自治州
- 1958年10月 - 延吉県の一部が延吉市に編入。(1市5県)
- 1958年10月23日 - 敦化県を編入。(1市6県)
- 1960年3月15日 - 延吉県の一部が延吉市に編入。(1市6県)
- 1960年8月27日 - 琿春県の一部が黒龍江省牡丹江専区東寧県に編入。(1市6県)
- 1965年3月27日 - 延吉県・汪清県のそれぞれ一部が合併し、図們市が発足。(2市6県)
- 1982年12月9日 - 延吉県の一部が延吉市・図們市に分割編入。(2市6県)
- 1983年3月24日 - 延吉県が竜井県に改称。(2市6県)
- 1985年2月11日 - 敦化県が市制施行し、敦化市となる。(3市5県)
- 1988年4月2日 - 竜井県の一部が図們市に編入。(3市5県)
- 1988年5月25日 (5市3県)
  - 琿春県が市制施行し、琿春市となる。
  - 竜井県が市制施行し、竜井市となる。
- 1991年4月29日 - 琿春市の一部が図們市に編入。(5市3県)
- 1991年10月25日 - 図們市の一部が汪清県に編入。(5市3県)
- 1993年7月5日 - 和竜県が市制施行し、和竜市となる。(6市2県)
- 2009年1月4日 - 竜井市の一部が延吉市に編入。(6市2県)

## 経済

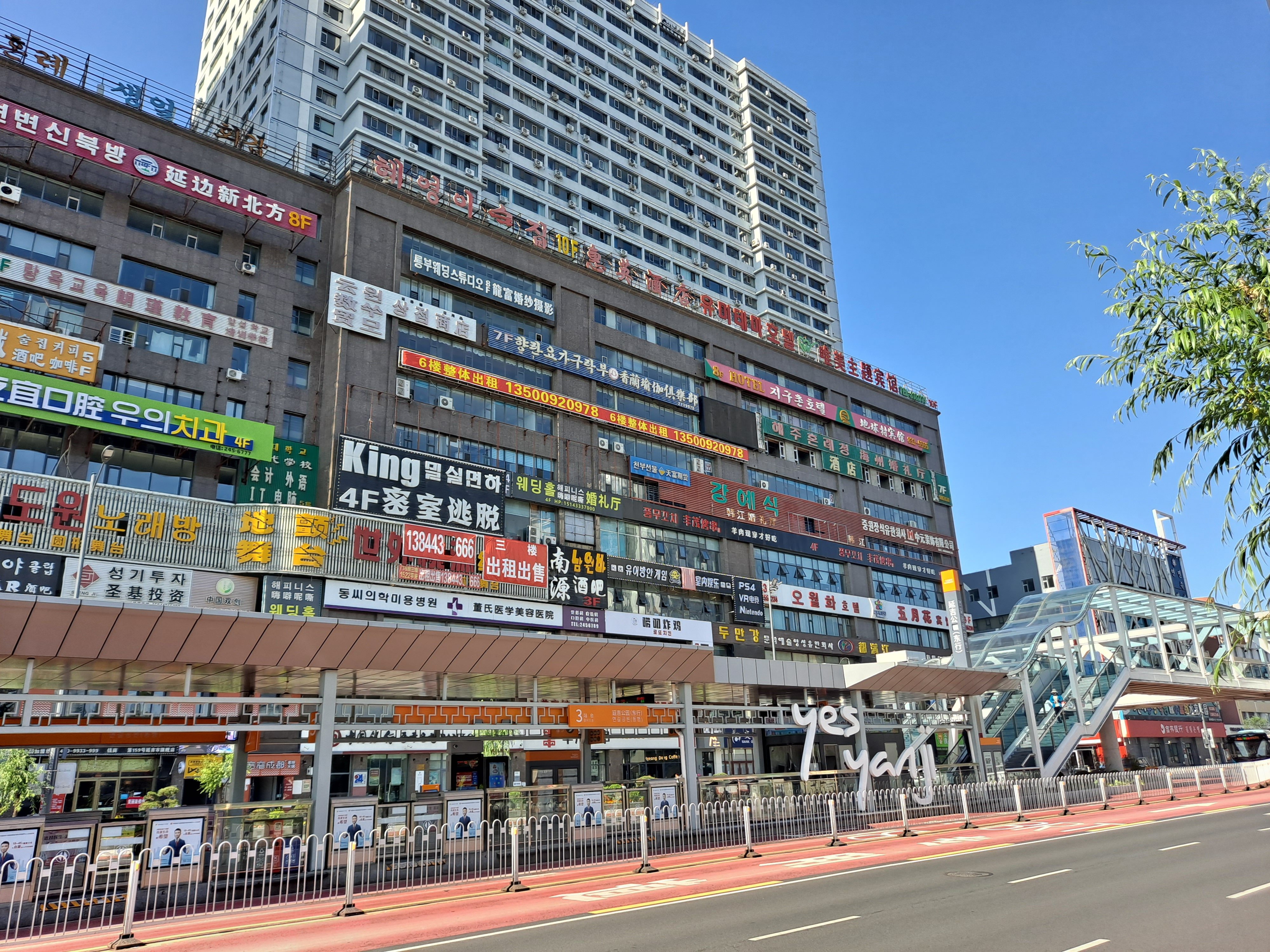
延吉市の市中。看板などは中国語が多いが、一部にハングルも見受けられる。

延吉市は木材の生産地で、鉱物資源が豊富なことでも知られる。ロシアと北朝鮮国境に近い琿春市は国境開放都市に指定されている。
1992年の中国と大韓民国（韓国）の国交樹立以降は、自治州には韓国からの直接投資が急増し、中国の辺境地域としては最も高い経済成長を達成している。
2003年の生産総額（GDP）は対前年比10.1%増の171.5億人民元、一人当たり生産総額は7841元であった。産業構造は第一次産業14.2%、第二次産業46.5%、第三次産業39.3%となっている。対外貿易輸出は対前年比28.8%増の2.8億米ドル、輸入は5.3%増の1.3億米ドルであった。
韓国、日本等へ出稼ぎに出ている人が多くいる。1980年以後に生まれた人(80後)の中にはエリートが多く、3言語が話せる人が多くいる。

## 交通

### 航空
- 延吉朝陽川空港 - 韓国の仁川国際空港・金海国際空港・清州国際空港、日本の関西国際空港、ロシアのウラジオストク空港、北朝鮮の平壌国際空港に就航している。

### 鉄道
- 長琿都市間鉄道
- 敦白旅客専用線
- 長図線
- 図佳線
- 図琿線
- 白和線
- 朝開線（中国語版）
- 和竜線（中国語版）
- 和坪線（中国語版）

### 道路
- 高速道路
  -  鶴大高速道路
  -  琿烏高速道路
  -  汪延高速道路（中国語版）
  -  延長高速道路（中国語版）
- 国道
  -  G201国道
  -  G302国道
  -  G331国道
  -  G333国道（中国語版）
  -  G334国道（中国語版）
- ウラジオストクフタラヤ・レーチカ行きのバスがある。

### 国境検問所
延辺朝鮮族自治州はロシア、および北朝鮮と国境を接しており、これら隣国とは道路や鉄道で結ばれている。外国人がこれら国境検問所で不必要に写真撮影をすると拘束される恐れがあるが、図們口岸と圏河口岸は観光地になっており比較的ゆるい。
- 双目峰口岸 - 安図県にあり、延辺朝鮮族自治州の中では最も内陸にある検問所
- 古城里口岸 - 和龍市崇善鎮にあり同市中心地から80kmの距離。1929年に建設され1933年から1945年までは日本の税関所があった。対岸は北朝鮮の三長税関。朝鮮族自治州から両江道への唯一の通路。
- 南坪口岸 - 和龍市南坪鎮にあり、対岸は北朝鮮の咸境北道茂山郡にある七星里国境検問所。
- 三合口岸 - 龍井市三合鎮にあり同市中心地から47kmの距離。対岸は北朝鮮の会寧市。
- 図們口岸 - 図們市市街にあり、対岸は北朝鮮の南陽労働者区。
- 沙坨子口岸 - 琿春市中心部から11kmの距離にある。
- 圏河口岸 - 琿春市敬信鎮にあり同市中心部から42km離れている。

## 教育
- 延辺大学 (연변대학)
- 延辺科学技術大学

## 延辺を訪問した著名人
- 1952年　ベンチェネデー等が率いるチベット参観団が延辺を訪問。
- 1955年2月17日～19日　全国人大常委会副委員長のダライ・ラマ、政協全国委員会副主席のパンチェン・ラマが、随行員ら200人とともに延辺を訪問。
- 1959年8月　北朝鮮の「金日成戦蹟考察団」が敦化を訪問。翰章・寒葱嶺・大蒲柴河・官地二道溝・黒石・牡丹崗・額穆・青溝子などを回る。
- 1959年11月11日　ネパール共産党総書記マン・モハン・アディカリが延辺を訪問。朱徳海とともに延辺大学などを視察。
- 1962年6月　周恩来総理が延辺を視察。延辺工人文化宮で延辺歌舞団を鑑賞。
- 1963年9月　日本朝鮮研究所代表団5人が延辺を訪問。メンバーは寺尾五郎（研究所理事）、安藤彦太郎（研究所副所長・早稲田大学教授）、畑田重夫（国際政治学者） 、川越敬三、小沢有作（東京都立大学教授）。延辺大学、延辺医学院、長白人民公社、果樹園、延吉第二完全小学、延辺芸術学校を視察。朱徳海主催の招宴で映画『祖国的東北』『延辺歌舞団』『延吉的水稲』を鑑賞。
- 1964年7月12日　朱徳委員長と董必武副主席が延辺大学を視察。延辺工人文化宮で延辺歌舞団を鑑賞。
- 1964年10月7日　アメリカの黒人指導者ロバート・F・ウィリアムス（Robert F. Williams）夫妻が延辺を訪問。朱徳海と会見。
- 1983年8月、鄧小平が延辺を訪問。
- 1984年5月11日　胡耀邦総書記が北朝鮮訪問の帰途、延辺に寄る。延辺芸術劇場で延辺歌舞団を鑑賞。
- 1984年5月16日　金日成がソ連訪問時に図們に立ち寄る。瀋陽軍区司令員の李徳生、吉林省委第一書記の強暁初、州委書記の李徳洙らが出迎え図們駅貴賓室で会見。
- 1984年7月　小田実が延辺を訪問。金哲（詩人）、金成輝（詩人）、李根全（小説家）らと会談。
- 1991年1月　江沢民総書記が延辺を訪問。延辺大学、延吉煙草工場、図們口岸、琿春防川などを視察。
- 1991年7月　李鵬首相が延辺を訪問し「発展経済、振興延辺」と揮毫。
- 1994年8月20日～28日　李洪志が延辺体育館で延吉法輪功学習班を開く。

## 史跡・観光地等

### 延吉
- 青年湖公園　プルハト河そばにある延吉市民の憩いの場。
- 延吉人民公園　延吉神社、加藤神社があり西山公園と呼ばれた。延吉神社末社「加藤神社」は1941年8月11日に地鎮祭を行い、熊本本妙寺にある尊像を写した清正公と金官、日遥上人の御木像を宝物殿内に安置していた。
- 延辺大学　関東軍第1方面軍第3軍司令部があった。終戦時の司令官、村上啓作は戦後、シベリアに抑留され、1948年9月に収容所で病死した。
- 西市場　延吉を代表する市場で、生鮮食品・雑貨、北朝鮮から輸入した海産物などが並ぶ。
- 狗肉街
- 帽子山（帽児山）　延吉市街からよく見え、延吉の日本人は「かぶと山」とも呼んでいた。
- チンダルレ（つつじ）広場
- 延辺州博物館
- 延吉監獄抗日闘争紀念碑　現在の延吉劇場。1946年6月、収監されていた溥儀夫人の婉容（満州国皇后・40歳）が亡くなった場所とされる。
- 延吉捕虜収容所　延吉には日本の敗戦後、東満および朝鮮北部から多くの日本人捕虜が集められシベリアに抑留された。

### 龍井
- 旧間島日本総領事館　1909年11月2日、日本は間島日本総領事館を龍井に設置。鈴木要太郎が代理総領事。初代総領事は永瀧久吉。放火で何度も焼け、現在の建物は1922年11月の火災で焼け落ちた後、1926年5月に新たに竣工したもの。
- 琵岩山一松亭　琵岩山（495m）には一松亭と呼ばれる老松が生え、多くの朝鮮族が暮らす龍井のシンボルとなっていた。現在は観光地として整備されている。
- 尹東柱之墓　龍井郊外の丘（旧東山教会墓地内）に位置する。尹東柱が韓国の国民詩人になっていることは、延辺では長く知られておらず、 早稲田大学の大村益夫教授が1985年5月14日、尹東柱の実弟の尹一柱に書いてもらった地図をたよりに40年ぶりに場所を確認した。
- 尹東柱生家（復元）　韓国の国民詩人の尹東柱の生家。尹東柱は、彼の祖父が1900年頃に建てた朝鮮族伝統構造からなる明東村の家に生まれた。尹東柱が恩真中学校に転校になると家族は龍井に移り住み、それまで住んでいた家は人手に渡った。生家の瓦には太極模様と無窮花、十字架が浮き彫りにされていたが、文化大革命時期に十字架模様が問題となり、模様はすべて砥ぎ落とすように命令され、監視が疎かになったこともあり瓦は数枚残された。1981年には空家に、翌年には撤去され、近隣の民家を建築するのに廃材が活用された。1994年8月に復元され、残った瓦は2002年、延辺テレビを通じて韓国の延世大学に寄贈された。2012年10月、尹東柱展覧館・涼亭・石碑などを整備。
- 三・一三義士陵　1919年3月13日、延吉駐屯軍の弾圧で亡くなった抗日デモ「三・一三運動」参加者14人の墓。
- 龍井地名起源之井泉　地名の由来となった井戸。龍井市街西南部の巨龍公園内に位置する。朝鮮人の移民の張仁錫と朴仁彦が1878年～1880年ごろに発見。1934年11月、李基燮が発起人となり、「龍井地名起源之井泉」碑を建立。1966年、紅衛兵によって破壊され、1986年、1994年に新たに石碑を建立して整備。
- 朱徳海同志故居址  延辺朝鮮族自治州初代州長の朱徳海の故居。龍井市智新鎮勝地村二屯に位置する。敷地面積は約1400平方メートル。1986年6月に整備、2007年12月28日に州級文物保護単位に指定。
- 延辺東方熊楽園
- 奪取十五萬円事件遺址　1920年1月4日、間島国民会の林国楨・尹俊熙らが朝鮮銀行会寧支店に輸送中の騎馬隊を襲撃し15万円を強奪した現場。
- 開山屯口岸　龍井市開山屯鎮と咸鏡北道穏城郡三峰区（三峰口岸）を結ぶ橋。

### 図們
- ソ連紅軍烈士紀念碑
- 図們口岸（図們国境大橋）
- 鳳梧洞抗日戦跡　1920年6月4日～7日、日本軍南陽守備隊と新民団が衝突した鳳梧洞戦闘（鳳梧洞大捷）の現場。

### 琿春
- 龍源公園
- 琿春中露互市貿易区　2001年2月、国務院の批准を経て設立され、2001年12月より試験的に開かれる。2005年6月に長春海関により正式に批准。
- 長嶺子口岸（琿春口岸）
- 張鼓峰事件展覧館
- 圏河口岸（図們江大橋）
- 防川三カ国国境
- 沙坨子口岸
- 八連城遺跡　東京龍原府と推定され、半拉城とも呼ばれる。鳥山喜一が最初に東京龍原府の跡と推定。考古学者の斉藤優が琿春に駐屯した際、軍務として発掘調査を行い、大路や塔をもつ寺院跡・石仏等を発見した。

### 和龍
- 仙景台

- 青山里大捷記念碑　2001年8月、青山里戦闘80周年を記念し和龍市龍城面青山村に建てられた。塔の下側部分には当時の戦闘の様子が描かれている。
- 長白山（白頭山）

- 古城里口岸　和龍市崇善鎮古城里と両江道延社郡大紅面三長里（三長口岸）を結ぶ。1994年10月北朝鮮が労働力を、中国が資材を出して現在の橋を完成させ1995年9月15日に正式に開通した。長さ77m、総投資額は140万元。豆満江にかかっている橋としては一番上流にあり、両江道と延辺を結ぶ唯一の橋。
- 南坪口岸　和龍市徳化鎮南坪と咸鏡北道茂山郡七星里（茂山口岸）を結ぶ橋。
- 大倧敎三宗師墓域（抗日志士墓域）　和龍県龍城郷清湖村に位置する羅喆・徐一・金教献の3人の墓。

### 安図
- 双目峰辺境公務通道

### 敦化
- 正覚寺
- 北山公園

### 汪清
- 満天星
- 伊田小学遺址

### 延辺州愛国主義教育基地
- 延辺革命烈士陵園
- 延辺軍隊退職幹部休養所
- 延辺歴史博物館
- 朱徳海同志紀念碑
- 敦化陳翰章紀念碑
- 琿春防川歩哨所（防川三カ国国境）
- 琿春龍虎石碑
- 龍井日本駐偽間島省総領事館旧址
- 龍井朝鮮族民俗博物館
- 長白山自然保護区
- 開山屯化学繊維漿廠
- 駐延吉部隊董存瑞烈士の生涯展覧室

## マスコミ
- 延辺人民放送局
- 延辺テレビジョン放送
- 延辺日報

## 関連文献
- 李明「旧間島日本総領事館の建築に関する調査研究」『日本建築学会技術報告集』第14巻第28号、日本建築学会、2008年、613-616頁、doi:10.3130/aijt.14.613。